# Convento de San Francisco (Segovia)
El convento de San Francisco es un cenobio de la ciudad española de Segovia, hoy sede de la Academia Artillería.

## Descripción
Los franciscanos se habrían instalado en la iglesia en el siglo XIII. A mediados del XX, en el edificio se instaló el colegio de artillería, y actualmente tiene sede allí la Academia de Artillería de Segovia. En el epígrafe que Mariano Sáez y Romero le dedica en Las calles de Segovia (1918) a la vía homónima en la que está situado, se dice lo siguiente:

Estaba en la calle el convento de San Francisco, de donde viene su denominación, y ya desaparecido por las reformas y mejoras realizadas en la Academia Artillería. Era la iglesia de una extensa nave con tendencia gótica, con la capilla enterramiento de los Cáceres, fallecido uno en 1324; otra la de Antón de Cáceres, gobernador de la villa de Madrid y alcaide de su alcázar, muerto en 1493; y otro Cáceres, muerto en 1522. También estuvo allí enterrado el filántropo segoviano D. Diego Ochoa de Ondátegui. Cítase como fecha del establecimiento de los PP. Franciscanos la del año 1220, y más probable la de 1252, y tuvo el convento una gran importancia durante varios siglos, como lo demuestra su extensión, su arte y suntuosidad. Fuera los frailes del edificio, e incendiado el Alcázar de Segovia el 6 de marzo de 1862, el mismo día se instaló en el convento el colegio de Artillería, que ha ido ensanchando sus dependencias y haciendo mejoras notables y nuevas construcciones, casi todas en el recinto del convento y locales contiguos, y hoy la entrada principal de la Academia es por donde antes estuvo la referida iglesia.
(Sáez y Romero, 1918, pp. 158-159)